# Joan López Alegre
Joan López Alegre (Vilasar de Mar, 12 de abril de 1968) es un político y escritor español, que fue diputado en el Parlamento de Cataluña en su vii legislatura por el Partido Popular de Cataluña, y luego Secretario de Comunicación de Valents, partido del que el 14 de julio de 2023 su presidenta Eva Parera anunció la presentación de un concurso de acreedores y la disolución.

## Biografía
Se licenció en Geografía e Historia por la Universidad de Barcelona; posteriormente cursó estudios de comunicación y marketing en ESADE. Trabajó como profesor de secundaria y bachillerato en la Escuela Viaró y formó parte de la junta directiva de la Asociación de Marketing Jurídico. Es patrón de la Fundación Planeta Imaginario, para la atención de niños autistas.
Entre 1986 y 1990 ejerció de secretario de Nuevas Generaciones del Partido Popular (PP) de Barcelona; afiliado del Partido Popular de Cataluña, del que fue secretario de política municipal. En las elecciones municipales españolas de 1991, 1995, 1999 y 2003 resultó elegido concejal del Ayuntamiento de Mataró y entre 1991 y 2003 fue miembro del Consejo Comarcal del Maresme.
En 2004 sustituyó en su escaño de diputada en el Parlamento de Cataluña a Dolors Nadal, elegida diputada en las elecciones regionales de 2003.
A partir de 2010 se significó por su posición contra el derecho a decidir de los catalanes mediante artículos de prensa, así como su participación en programas de radio y televisión. En 2014 recibió el soporte desde plataformas ultranacionalistas españolistas,
 que fomentaron su actividad en contra del movimiento soberanista catalán.

En 2013 pasó a participar semanalmente en la tertulia de El Món de la cadena de radio RAC1, programa líder de audiencia en Cataluña, junto a Màrius Carol, Javier Sardà y Pilar Rahola. También ha colaborado en televisión con Els Matins de TV3 y con los programas El Vespre de La 2 de TVE en Cataluña y El Debat de La 1 en TVE en Cataluña.
En diciembre de 2016 publicó el libro Hablar de todo y no saber de nada, Editorial Debate, con un prólogo de Javier Sardà, un ensayo que descarna la realidad de las tertulias de televisión y de sus personajes así como de su función comunicativa.
Es conocido en las redes sociales españolistas como «El català tranquil», por su supuesto estilo pausado en los debates. Este mote se lo puso el canal de YouTube y medio de comunicación «Dolça Catalunya». En la actualidad forma parte del movimiento cómico independentista de Tabarnia liderado por Albert Boadella.[cita requerida]